# Галгал
Ґалґал, Гілгал (на Івриті, גִּלְגָּל, "колесо", "вихор", "коловорот"; саме у такому значенні воно згадується у Книзі пророка Єзекиїля 10:13) — назва місцевості, чи кількох місцевостей, що багато разів згадується у текстах різних книг Старого Заповіту. 

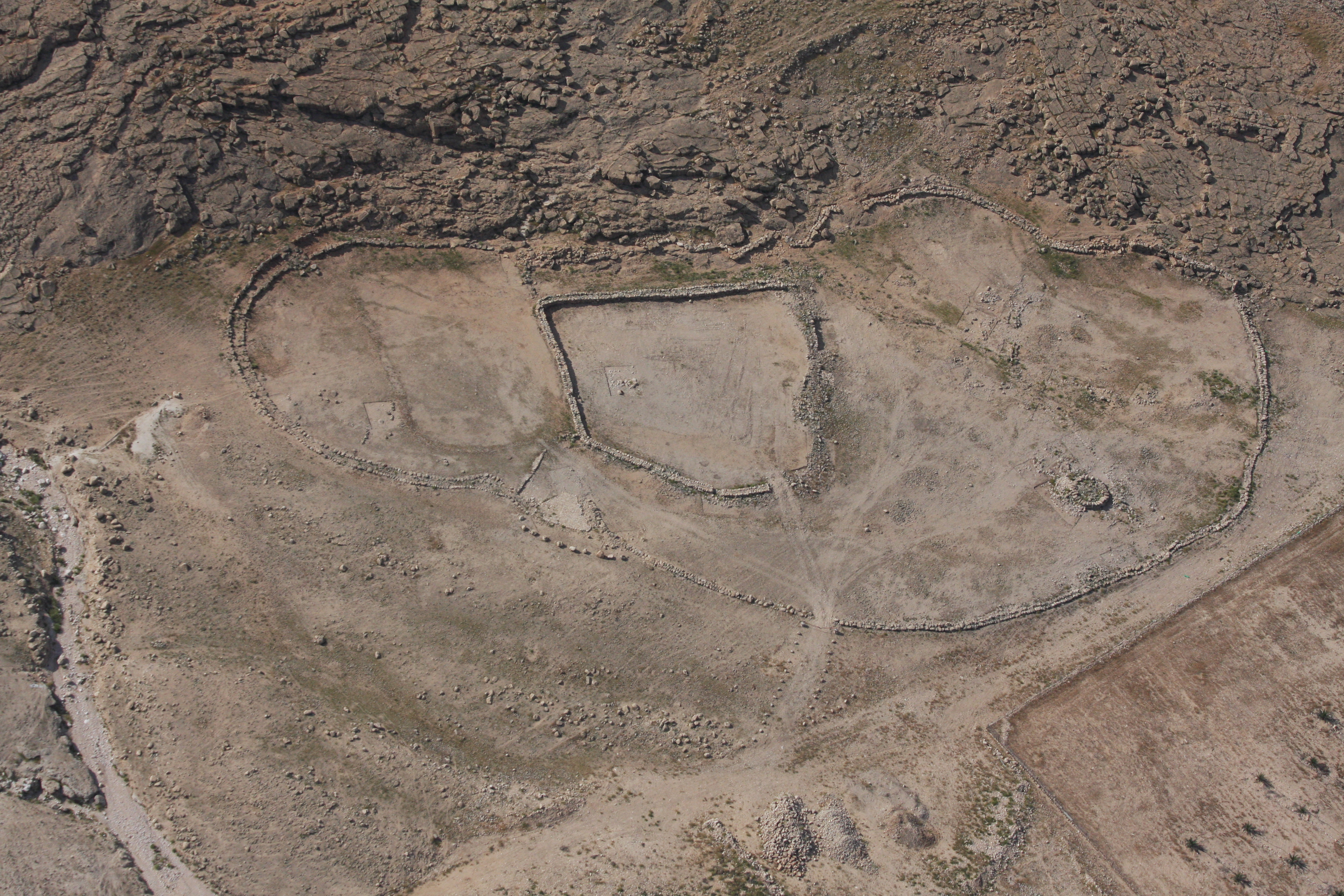
Ґалґал Аргаман поблизу міста Аргаман - давня укріплена стоянка в Йорданській долині початку залізного віку (XIII-XII ст. до н. е.), відкрита під керівництвом археолога Адама Зерталя Місце може бути асоційоване з Ґалґалом, що згадується у Книзі Ісуса Навина.

Перший раз місцевість згадується у книзі Повторення Закону 11:30, коли Мойсей розповідає народу Ізраїлю про Обітовану Землю Ханаан (у перекладі Біблії Українського біблійного товариства 1997 року під керівництвом ієромонаха о. Рафаїла, Романа Турконяка, це місце назване "Ґолґол"). 
У Книзі Ісуса Навина 4:20 - 5:10 Ґалґалом названа місцевість поблизу Єрихону, де близько 40 тисяч ізраїльтян розбили свій перший табір на Обітованій Землі. Тут Ісусу Навину було сказано Богом, що з Ізраїльського народу знімається "єгипетський сором". У цьому місці відбулось обрізання тих, котрі народились у пустелі і розкладено 12 каменів із дна річки Йордану на згадку про його перехід 12-ма колінами Ізраїлю. Також у Ґалґалі було відсвятковано першу на Обітованій землі Пасху. На Мадабській карті є позначення Ґалґалу коло споруди (скоріш за все, церкви), із 12-ма каменями поруч. До цього місця, імовірно, відносяться згадки про Ґалґал у Єроніма та Євсевія.
За їх свідченнями поселення мало вигляд руїн. Ґалґал ще кілька разів згадується у Книзі Ісуса Навина . 
Імовірно, інша місцевість асоціюється з подіями описаними у Першій книзі Самуїла 7:16, у якій перераховуються місця, куди пророк і суддя Ізраїлю Самуїл "ішов, обходив Ветиль, Ґалґал, Массифат, і судив Ізраїля в усіх цих посвячених місцях". 
У Другій книзі царів 2:1 пророки Ілля і Єлисей проходять по місцевості, названій Ґалґал: "І сталося, коли Господь забирав Іллю у вихорі, так, наче на небо, то Ілля та Єлісей подорожували з Ґалґала." 
Ґалґал згадується також у книгах пророків Осії (4:15) і Амоса (4:4).